# Großes Gewächs

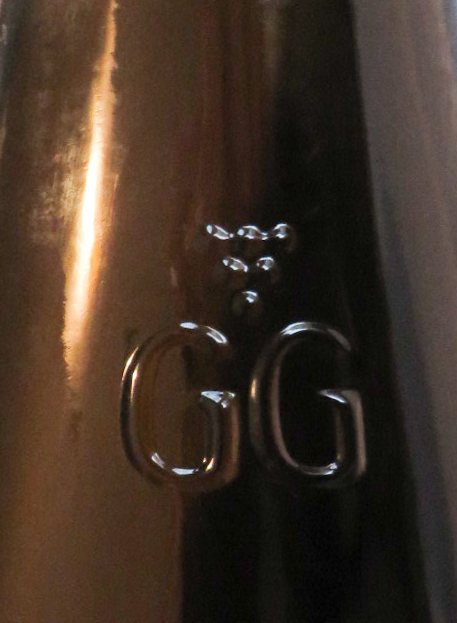
Signet/Logo GG für „Großes Gewächs“, Qualitätskennzeichen deutscher Weine auf Flaschenhals (VDP Pfalz)

Großes Gewächs bezeichnet die höchste Klassifikationsstufe für trockene Weine aus Weingütern, die Mitglied des Verbandes Deutscher Prädikatsweingüter e. V. (VDP) sowie des Bernkasteler Ringes sind. Die Weine müssen aus einer vom VDP genau abgegrenzten „Großen Lage“ stammen. Neben dem Traubenadler-Logo des VDP sind die Weinflaschen der Mitglieder des VDP mit dem Logo VDP.GROSSES GEWÄCHS (GG-Trauben-Logo als Glasprägung oder Abbildung auf Frontetikett) versehen. Weinflaschen der Klassifikationsstufe Großes Gewächs der Winzervereinigung Bernkasteler Ring werden mit dem Logo des Verbandes (ein Doppel-G auf dunklem Grund und Beschriftung Bernkasteler Ring – Riesling Weingüter) gekennzeichnet.
Eine Entsprechung ist in Frankreich die Qualitätsbezeichnung Grand Cru (französisch: cru bedeutet hier Weinanbaugebiet, Weinlage, Weinsorte). Die Bezeichnung Grand Cru bezieht sich in verschiedenen Weinbaugebieten nicht immer auf das Gleiche: zum Teil auf das Weinanbaugebiet (zum Beispiel Elsass), zum Teil auf die Lage (Burgund), zum Teil auf das Weingut (Bordeaux), zum Teil auf die Weinbaugemeinde (Champagne). Insofern umfasst die deutsche Qualitätsbezeichnung vielseitigere Kriterien.

## Kriterien VDP
Die Verwendung des Logos durch Mitglieder des VDP wird, seit Einführung der Klassifikation 2002, nur unter Einhaltung bestimmter Kriterien genehmigt:
- Weinberg: Der Wein muss aus einer eingrenzbaren Lage mit optimalen Wachstumsbedingungen stammen, welche vom VDP als Große Lage klassifiziert ist (seit Jahrgang 2012). Über einen längeren Zeitraum müssen aus dieser Lage stammende Weine eine nachhaltig hohe Reife aufgewiesen haben.
- Rebsorten: In den einzelnen Anbaugebieten dürfen nur bestimmte traditionelle Rebsorten verwendet worden sein:

Ahr: Spätburgunder, Frühburgunder
Mittelrhein: Riesling, Spätburgunder
Mosel-Saar-Ruwer: Riesling
Nahe: Riesling
Rheingau: Riesling, Spätburgunder
Hessische Bergstraße: Riesling, Weißer Burgunder, Grauer Burgunder, Spätburgunder
Rheinhessen: Riesling, Spätburgunder
Franken: Riesling, Silvaner, Weißer Burgunder, Spätburgunder
Saale-Unstrut: Riesling, Silvaner, Traminer, Weißer Burgunder, Grauer Burgunder, Spätburgunder, Frühburgunder
Sachsen: Riesling, Weißer Burgunder, Grauer Burgunder, Spätburgunder, Frühburgunder, Traminer
Pfalz: Riesling, Weißer Burgunder, Spätburgunder
Württemberg: Riesling, Weißer Burgunder, Grauer Burgunder, Spätburgunder, Lemberger
Baden: Riesling, Weißer Burgunder, Grauer Burgunder, Spätburgunder, Chardonnay, Lemberger (nur in der Badischen Bergstraße und im Kraichgau)
- Ertrag: Die Ertragsmenge muss sich auf maximal 50 hl/ha beschränken.
- Lese und Lesezeitpunkt: Die Lese darf ausschließlich selektiv per Hand stattfinden. Das natürliche Mostgewicht muss mindestens Spätlesequalität haben.
- Vinifikation: Die Erzeugung muss mit traditionellen Produktionsverfahren bewerkstelligt werden.

## Kriterien Bernkasteler Ring
Die Verwendung des Logos GG durch Mitglieder des Bernkasteler Ringes ist nur nach Einhaltung der folgenden Erzeugungskriterien erlaubt:
- Weinberg: Eine ringintern klassifizierte Lage mit einer Hangneigung von 25°–35° (41 %–61 %) und einer Exposition von SSO bis SSW.
- Rebsorten: ausschließlich Riesling
- Ertrag: Die Ertragsmenge darf 50 hl/ha nicht überschreiten.
- Lese und Lesezeitpunkt: Die Lese erfolgt ausschließlich durch selektive Handlese. Das natürliche Mostgewicht muss mindestens 93 °Oe betragen, Anreicherungen oder Konzentration sind nicht erlaubt
- Vinifikation: Die Erzeugung muss mit traditionellen Produktionsverfahren bewerkstelligt werden.

## Zertifizierung
Außerhalb der sonstigen Betriebsprüfungen durch den VDP bzw. Bernkasteler Ring werden Anwärter für die Bezeichnung Großes Gewächs gesondert kontrolliert und geprüft.
Die Arbeit im Weinberg und insbesondere das Ertragsniveau werden in jedem Weinberg während der gesamten Vegetation und auch kurz vor der Lese überwacht. Vor und nach der Abfüllung findet eine Verkostung durch eine Prüfungskommission statt.

## Geschmackstypus
Die trockenen Große Lage-Weine werden als Großes Gewächs bezeichnet, die edelsüßen Weine dieser Lagen tragen die traditionellen Prädikate von Spätlese bis Trockenbeerenauslese.

## Vermarktungszeitpunkt
Fruchtsüße Prädikatsweine kommen am 1. Mai auf den Markt. Die Vermarktung der Großen Gewächse des VDP erfolgt nicht vor dem ersten Septemberwochenende des auf die Ernte folgenden Jahres. Die Großen Gewächse des Bernkasteler Ringes kommen nicht vor dem 1. August des auf die Ernte folgenden Jahres in den Verkauf. Spätburgunder reifen über mindestens 12 Monate im Holzfass und kommen so ein weiteres Jahr später auf den Markt.